# Boucle de la Roche Écrite
La boucle de la Roche Écrite est une compétition de trail sur l'île de La Réunion, département d'outre-mer français dans le sud-ouest de l'océan Indien. Disputée annuellement de 1995 à 2001, puis de nouveau depuis 2009, elle se déroule sur les pentes menant au sommet de la Roche Écrite, sur le territoire de la commune de Saint-Denis, le chef-lieu. Il s'agit, après le Grand Raid et le Trail de Bourbon, de l'un des principaux trails de l'île.

## Palmarès

### Hommes
| Date | Athlète             | Nationalité | Temps           |
| ---- | ------------------- | ----------- | --------------- |
| 2011 | Juanito Lebon       | France      | 3 h 35 min 7 s  |
| 2010 | Jean-Pierre Grondin | France      | 3 h 37 min 51 s |
| 2009 | Élysée Boyer        | France      | 3 h 43 min      |

### Femmes
| Date | Athlète         | Nationalité | Temps           |
| ---- | --------------- | ----------- | --------------- |
| 2011 | Clarisse Hoarau | France      | 5 h 7 min       |
| 2010 | Marcelle Puy    | France      | 4 h 44 min 13 s |

## Annexe